# Ifjúmunkás
Ifjúmunkás (în română Tânărul muncitor) a fost un ziar în limba maghiară publicat în România, cu întreruperi, între 1922 și 1989. Fondatorul și editorul său a fost Uniunea Tineretului Comunist din România (Kommunista Ifjúsági Szövetség, KISZ).
În a doua jumătate a secolului al XX-lea, în calitate de singurul ziar al tineretului maghiar din România, a permis mai multor tineri talentați să debuteze în limba maternă și să-și prezinte opiniile. Pe lângă agitația politică „obligatorie”, a publicat reportaje, articole de opinie, texte literare și, ulterior, articole de educație științifică și articole sportive.

## 1922
Ziarul Ifjúmunkás a fost fondat de către Comitetul Central al Uniunii Tineretului Comunist din România ca publicație săptămânală în limba maghiară a Uniunii Tinerilor Muncitori din Transilvania și Banat. Primul său număr a fost publicat la Cluj pe 1 ianuarie 1922, cu litere Gutenberg. Redactor responsabil a fost Tiron Albani, fost corespondent la Budapesta al ziarului România Muncitoare, membru fondator al Partidului Comunist din România (PCdR). Activitatea efectivă de tipărire a fost realizată de tipograful Sándor Fehér, apoi de Miklós Orosz. Ziarul a fost interzis după apariția a 16 numere și de atunci a apărut clandestin, cu întreruperi, sub diferite titluri și în diferite locuri.

## 1929
În anul 1929 au apărut două ziare intitulate Ifjúmunkás, un ziar clandestin tipărit la Târgu Mureș și un ziar al organizației de tineret al Uniunii Sindicatelor din București (1929-1930). În perioada dizolvării temporare a UTC (1937-39) apariția ziarului a fost întreruptă. Cele două ziare au avut un rol de agitație politică intensă în rândul tineretului.

## 1948-1950
În martie 1948 a reapărut Ifjúmunkás, care a fost reorganizat de tânărul arhitect György Sebestyén, ce a devenit redactor-șef al ziarului. Activitatea editorială a fost coordonată în primăvara anului 1949 de Erik Majtényi, iar în toamna anului 1950 de György Kántor. În această perioadă, au publicat în paginile ziarului autori precum Anna Halász, Kázmér Vajnovszki, Ernő Blénesi, András Sütő, József Randják, Erzsébet Molnár, Géza Páskándi, Sándor Oroján, Vilmos Molnár. Ziarul, care a fost publicat într-un tiraj de 32.000 de exemplare ca publicație a Uniunii Tineretului Muncitor, a desfășurat o activitate de informare politico-ideologică în rândul tineretului maghiar, răspunzând și necesităților științifice și culturale.

## 1957-1989
Începând din anul 1953, rolul ziarului Ifjúmunkás a fost îndeplinit de paginile pentru tineret ale ziarului Előre. Necesitatea existenței unui ziar independent pentru tineretul de limbă maghiară a determinat relansarea sa în 1957. Primul redactor-șef a fost Géza Domokos, iar printre membrii comitetului redacțional din acea perioadă au fost Lajos Zöld, József Kincses, Kázmér Vajnovszki, Erzsébet Molnár, József Balogh, László Lázár, Erzsébet Kovács, Lajos Szekeres, Róza Bárány, Tamás Bodor, Éva Harasztosi; pentru o perioadă mai scurtă sau mai lungă au mai colaborat aici Tibor Bálint, Béla Király, Csaba Lászlóffy, Gizella Hervay și László Oltyán. În această perioadă, ziarul a început să devină o publicație foarte apreciată de tineri pentru tonul, stilul și grafica sa. Au contribuit la aceasta reportajele unor jurnaliști ca György Beke și Barna Marosi, care au atras atenția cititorilor. 
În 1962, Sándor Dali a fost numit redactor-șef, iar comitetul de redacție s-a întinerit treptat, incluzându-i pe poetul Gábor Cseke, poetul Ferenc Elekes și jurnalistul János Matekovics, sensibili la necesitățile tinerilor. Tinerii jurnaliști László Fejér, György Gálfalvi, Ferenc Müller, József Aradi, István Kocsis, Nemere Kovács și Eszter Domokos au contribuit semnificativ la schimbarea tonului publicației.
Un supliment literar a fost lansat în 1968, cu patru pagini pe lună, și a reprezentat primul cadru instituțional deschis tinerilor autori români în limba maghiară. Mai mulți poeți și prozatori maghiari au debutat în paginile Ifjúmunkás, prin intermediul căruia au devenit cunoscuți.
În 1968 a fost numit redactor-șef Gábor Cseke, care era un jurnalist profesionist bine pregătit, care a contribuit la creșterea prestigiului în rândul publicului. Redactorii anteriori au fost înlocuiți de jurnaliști cu experiență de la alte ziare precum Károly Tar, Árpád Nits, István Zsehránszky, Barna Bodó, László Mirk și Lajos H. Molnár; aici au început să publice autori care s-au remarcat ulterior precum Ferenc László, Tamás Gergely, Zoltán Szabó Székely. Începând din 1979 redactorul-șef al ziarului a fost József Varga, care a lucrat anterior în cadrul Uniunii Tineretului Comunist. Redactorii care au plecat au fost înlocuiți de Zsuzsa Hadházi și Róbert L. Nagy.
Valoarea literară a ziarului Ifjúmunkás a fost reprezentată de reportajul și de publicistica exigentă. În anii 1980, a apărut un nou fenomen în cadrul presei: promovarea tinerilor oameni de știință și tehnicieni precum Gyula Székely, inginer electrician. 
După Revoluția Română din 1989 apariția ziarului Ifjúmunkás a încetat, iar un alt ziar adresat tineretului maghiar din România nu a mai apărut.

## Autori publicați
| - Emese Jászberényi - Ferenc László - Sándor Majla - Ferenc Málnási - Béla Mátis - Márton Simó - Imre Simonfi - Teodor Sugár - László Sztojka | - Tibor Tomcsányi - Miklós Török - Ferenc Vajda - Albert Veress - György K. Vitus - Ildikó Vizi - István Zsehránszky |